# 投18線
投18線 凹禍寮－小半山，是位於南投縣的一條鄉道，起點位於南投縣南投市凹禍寮，終點於南投縣南投市小半山，全長3.255公里。1966年此路首次列入鄉道系統，並保持相同編號與路線至今。本鄉道沿途住家稀少、僅有幾間工廠以及廣部的農地，可遠看南投市、草屯鎮遠景，終點旁有產業道路可通往小半山觀景區。全程皆無路燈

## 路線說明
南投縣
- 南投市：凹禍寮0.0k（起點，八卦路 縣道139號岔路）→ 鳳山路 → 小半山3.255k（終點，彰南路 台14丁線三段岔路）

## 交會公路
- 縣道139號
- 台14丁線

## 沿線地標
- 南峰高爾夫球場
- 小半山風景區
- 鳳山寺